# Xã Prairie Creek, Quận Logan, Illinois
Xã Prairie Creek (tiếng Anh: Prairie Creek Township) là một xã thuộc quận Logan, tiểu bang Illinois, Hoa Kỳ. Năm 2010, dân số của xã này là 487 người.